# Elisabeth Schüssler Fiorenza
Elisabeth Schüssler Fiorenza (Cenad, Rumanía, 17 de abril de 1938) es una teóloga feminista católica alemana nacida en Rumania de ascendencia alemana. Es profesora de teología de la Facultad de Teología de Harvard y ocupa la cátedra Krister Stendahl de Sagrada Escritura e Interpretación.

## Biografía
Nació en Cenad, en la región Banato, en Rumanía en el seno de una familia de suabos del Banato católicos. A finales de 1944, cuando el ejército de la Unión Soviética avanzaba sobre Rumanía atentando contra las poblaciones civiles de alemanes étnicos, su familia debió trasladarse al sur de Alemania. Posteriormente se radicaron en Frankfurt donde asistió a escuela local. Se licenció en Teología por la Universidad de Wurzburgo en 1963 con la tesis "Der vergessene Partner" (El Compañero Olvidado) publicada en 1964 y se doctoró en Teología en la Universidad de Münster.
En 1967 se casó con Francis Schüssler Fiorenza, un teólogo norteamericano que estudió en Alemania y profesor de estudios católicos, con quien en 1970 tuvo una hija. Tuvieron que emigrar a Estados Unidos porque en Alemania las facultades de teología católica están bajo jurisdicción eclesiástica y Elisabeth no logró plaza. En EE. UU. ella y su marido lograron la primera plaza de profesores, en la Universidad Católica de Notre Dame en Indiana y posteriormente en la Escuela de Divinidad Episcopal en Cambridge, Massachusetts hasta lograr en 1988 una plaza como profesora de teología en la Harvard Divinity School.
En año 1983 publicó su obra más conocida: In Memory of Her (En Memoria de Ella), subtitulado "una reconstrucción teológica feminista de los orígenes cristianos" en la que publicado en inglés y traducido a diversos idiomas entre ellos el holandés, japonés, coreano, alemán, francés, castellano, italiano y sueco. En ella apunta hacia la recuperación del ignorado papel de las mujeres en la iglesia. 
Schüssler Fiorenza ha acuñado la palabra "kiriarcado" en su libro "Pero Ella Dijo: Prácticas Feministas en la Interpretación Bíblica" (But She Said: Feminist Practices of Biblical Interpretation).
El 7 de octubre de 1984 Schüssler fue una de las firmantes de la "Declaración católica sobre Pluralismo y Aborto", publicada en el New York Times por la organización Catholics for Choice haciendo un llamamiento al pluralismo religioso y al debate dentro de la Iglesia Católica sobre el aborto suscrita por los 97 teólogos y religiosos.
Entre las numerosas colaboraciones y sociedades bíblicas destaca su trabajo en el Journal of Feminist Studies in Religion (Periódico de Estudios Feministas en Religión) del que es cofundadora y en la revista Concilium. Schüssler fue la primera mujer que presidió la Sociedad de Literatura Bíblica y en 2001 fue elegida miembro de la Academia Estadounidense de las Artes y las Ciencias.

## Teología feminista
Los trabajos e investigaciones de Elisabeth Schüssler la llevaron a orientarse hacia una teología feminista inspirada en la teología de la liberación y en la teología política europea como ella misma explica: "He definido mi propia perspectiva teológica como una teología de liberación feminista y crítica comprometida con los análisis teológicos histórico-críticos, crítico-políticos y de liberación enraizada en mi experiencia y mi compromiso de mujer, cristiana y católica". Considera no sólo que la interpretación bíblica es androcéntrica sino que una relectura de los textos bíblicos podría permitir combatir algunos de estos los prejuicios. La teóloga, hostil a las teorías feministas esencialistas que considera prisioneras del patriarcado, subraya por otro lado la complejidad de la opresión patriarcal que analiza como "un sistema complejo piramidal y jerárquico en el que las estructuras se entrecruzan y que afecta de manera diferente a las mujeres según las diversas situaciones a las que se enfrentan". Esta opresión conjugaría diversos factores como el sexo, la clase social o la raza que la relectura feminista de Elisabeth Schüssler se propondrá resolver por la instauración de la "ekklesia de las mujeres". Oponiéndose a la idea de una iglesia que reduce los mecanismos de segregación social que condena, ella concibe esta iglesia de las mujeres como un "lugar público de oposición que, a partir de un análisis crítico de las opresiones patriarcales, responde a los intereses y a las visiones feministas".

## Vida personal
En 1967 se casó con Francis Schüssler Fiorenza, un teólogo norteamericano que estudió en Alemania y profesor de estudios católicos, con quien en 1970 tuvo una hija.

## Trabajos Publicados
- Der vergessene Partner: Grundlagen, Tatsachen und Möglichkeiten der beruflichen Mitarbeit der Frau in der Heilssorge der Kirche (1964)
- Priester für Gott: Studien zum Herrschafts- und Priestermotiv in der Apokalypse, NTA NF 7 (1972)
- The Apocalypse (1976)
- Hebrews, James, 1 and 2 Peter, Jude, Revelation. Proclamation Commentaries together with Fuller, Sloyan, Krodel, Danker (1977 /1981)
- Invitation to the Book of Revelation: A Commentary on the Apocalypse with Complete Text from the Jerusalem Bible (1981)
- Lent. Proclamation II: Aids for Interpreting the Lessons of the Church Year. Series B, [together with Urban T. Holmes] (1981)
- In Memory of Her: A Feminist Theological Reconstruction of Christian Origins (1983)
- Bread Not Stone: The Challenge of Feminist Biblical Interpretation (1985)
- Revelation: Vision of a Just World (1991)
- But She Said: Feminist Practices of Biblical Interpretation (1992)
- Discipleship of Equals: A Critical Feminist Ekklesialogy Of Liberation (1993)
- Jesus: Miriam's Child, Sophia's Prophet: Critical Issues in Feminist Christology (1994)
- The Power of Naming (1996)
- Sharing Her Word: Feminist Biblical Interpretation in Context (1998)
- Rhetoric and Ethic: The Politics of Biblical Studies (1999)
- Jesus and the Politics of Interpretation (2000)
- Wisdom Ways: Introducing Feminist Biblical Interpretation (2001)
- The ninth chapter of Transforming the Faiths of our Fathers: Women who Changed American Religion, edited by Ann Braude. (2004)
- The Power of the Word: Scripture and the Rhetoric of Empire (2007)
- The Transforming Vision: Explorations in Feminist The*logy (2011)
- "Changing the Paradigms: Toward a Feminist Future of the Biblical Past." In Future of the Biblical Past, 289-305. Atlanta: Society of Biblical Literature, 2012.
- Changing Horizons: Explorations in Feminist Interpretation (2013)

### En español
- Pero ella dijo. Prácticas feministas de la interpretación bíblica. 1996. ISBN 978-84-8164-130-1
- Cristología feminista crítica. Diciembre 2000. ISBN 978-84-8164-430-2